# Municipio de Westchester
El municipio de Westchester (en inglés: Westchester Township) es un municipio ubicado en el condado de Porter en el estado estadounidense de Indiana. En el año 2010 tenía una población de 19396 habitantes y una densidad poblacional de 210,05 personas por km².

## Geografía
Según la Oficina del Censo de los Estados Unidos, tiene una superficie total de 92.34 km², de la cual 82.79 km² corresponden a tierra firme y (10.34%) 9.55 km² es agua.

## Demografía
Según el censo de 2010, había 19396 personas residiendo. La densidad de población era de 210,05 hab./km². De los 19396 habitantes, estaba compuesto por el 93.59% blancos, el 1.36% eran afroamericanos, el 0.3% eran amerindios, el 1.41% eran asiáticos, el 0.02% eran isleños del Pacífico, el 1.69% eran de otras razas y el 1.64% pertenecían a dos o más razas. Del total de la población el 6.3% eran hispanos o latinos de cualquier raza.